# Mikhaïl Drouïan
Mikhaïl Zakharovich Drouïan (en russe : Михаи́л Заха́рович Друя́н), né le 17 octobre 1911 à Kharkiv et mort le 12 juillet 2000 à Moscou, est un directeur de la photographie des films d'animation soviétique,.

## Biographie
Mikhaïl Drouïan naît le 17 octobre 1911 à Kharkiv. Adolescent, seul, sans aucun moyen de subsistance, il arrive à Moscou où il vit un certain temps dans la rue.
Depuis 1932, il travaille comme assistant caméraman dans l'atelier d'animation du studio Voentekhfilm. Son premier travail notable fut le générique animé de la comédie musicale de Grigori Alexandrov Joyeux Garçons sorti sur les écrans en 1934.
En 1936, après avoir passé le comité de sélection dirigé par le réalisateur Ivan Ivanov-Vano, il devient caméraman au studio Soiouzmoultfilm.
En 1941, lorsque les opérations militaires de la Seconde guerre mondiale démarrent sur le front de l'Est, il s'engage au sein de la brigade de fusiliers motorisés - un détachement de l'NKVD, avec le grade de lieutenant. Démobilisé, il retourne en décembre 1945 au studio Soiuzmoultfilm.
En 1996, à la suite d'un accident vasculaire cérébral, il ne peut plus continuer à travailler et est contraint de quitter l'animation.
Décédé le 12 juillet 2000, il est enterré à Moscou au cimetière Donskoï.

## Filmographie partielle
Directeur de la photographie
- 1950 : Le Conte du pêcheur et du petit poisson de Mikhaïl Tsekhanovski
- 1952 : La Fleur écarlate (Аленький цветочек) de Lev Atamanov
- 1952 : Kachtanka (Кашта́нка) de Mikhaïl Tsekhanovski
- 1954 : L'Antilope d'or (Золотая антилопа) de Lev Atamanov
- 1955 : Le Garçon enchanté (Заколдованный мальчик) de Vladimir Polkovnikov
- 1957 : La Reine des neiges (Снежная королева) de Lev Atamanov
- 1959 : Les Aventures de Bouratino (Приключения Буратино) de Ivan Ivanov-Vano et Dmitri Babitchenko (ru)
- 1964 : Poucelina (Дюймовочка) de Leonid Amalrik
- 1965 : Narguis (Наргис) de Vladimir Polkovnikov
- 1967 : Passions d'espionnage (Шпионские страсти) de Efim Gamburg
- 1968 : Malych et Karlsson (Малыш и Карлсон) de Boris Stepantsev
- 1970 : Karlson est de retour (Карлсон вернулся) de Boris Stepantsev
- 1971 : Winnie-Pooh est invité (Винни-Пух идёт в гости) de Fiodor Khitrouk
- 1972 : Winnie-Pooh et une journée de soucis (Винни-Пух и день забот) de Fiodor Khitrouk
- 1973 : Casse-Noisette (Щелкунчик) de Boris Stepantsev
- 1974 : Un sac de pommes (Мешок яблок) de Witold Bordziłowski
- 1976 : Tari le petit oiseau (Птичка Тари) de Guennadi Sokolski
- 1976 : Icare et les Vieux sages (Икар и мудрецы) de Fiodor Khitrouk
- 1976 : Le Stoïque Soldat de plomb (Стойкий оловянный солдатик) de Lev Miltchine
- 1978 : Le Casse selon... (Ограбление по…) de Efim Gamburg
- 1981 : Le Chien botté (Пёс в сапогах) de Efim Gamburg
- 1982 : Il était une fois un chien (Жил-был пёс) de Édouard Nazarov

## Distinctions
- Travailleur émérite de la culture de la RSFSR : 1975